# 岩崎長武
岩崎 長武（いわさき ながたけ、1839年（天保9年12月）- 1898年（明治31年）12月27日）は、幕末の土佐藩士。明治期の内務官僚、自由民権運動家。高知県権令。位階は正六位。

## 経歴
土佐国土佐郡高知金子橋（現高知県高知市）で土佐藩槍術指南役・岩崎長幸の二男として生まれる。
1872年、浜松県権参事、同参事を務めた。明治5年11月27日（1872年12月27日）、高知県権令に転任。立志社の民権運動に寛容で、1875年6月の第1回地方官会議で、民会の公選制を主張した。立志社系の人物を県庁に登用したことなどで、保守派の反発を受け1876年8月に権令を罷免された。
その後、民権運動家として活躍した。植木枝盛らと共に土佐国州会結成に尽力し、副議長に就任している。
明治31年12月27日死去、享年60。妻の猶子は1909年（明治42年）8月27日逝去。墓所は青山霊園。